# کونگیگاناک (آلاسکا)
کونگیگاناک (به انگلیسی: Kongiganak) شهری در ناحیه سرشماری بتل ایالت آلاسکا است که جمعیت آن در سرشماری سال ۲۰۰۰ میلادی ۳۵۹ نفر بوده‌است.